# Macrothemis musiva
Macrothemis musiva – gatunek ważki z rodziny ważkowatych (Libellulidae). Występuje w Ameryce Centralnej i Południowej – od południowego Meksyku po północną Argentynę.